# Iga Wyrwał
Iga Wyrwał (Kalisz, Polónia, 20 de Fevereiro 1989), também conhecia como Eva é uma atriz e modelo polonesa.

## Carreira
Em 2006, Wyrwal mudou da Polônia para a Rugby, Warwickshire, na Inglaterra. Em 2008, ela esteve na capa da revista Nuts. Foi introduzida em abril daquele ano como "a principiante mais sexy da Grã-Bretanha", e mais tarde, no mesmo mês, ficou em primeiro lugar na lista 100 sexiest topless babes da revista. 
Wyrwal já apareceu em várias revistas masculinas, incluindo Playboy, Front e CKM. A atriz já participou de diversas sessões de fotos para vários sites, incluindo Metart, Breathtakers e Onlytease. Foi destaque da página 3 do jornal britânico Daily Star.
Em 2009, a modelo participou da 10ª temporada da Taniec z Gwiazdami, edição polonesa da Strictly Come Dancing, e terminou em 11º lugar. 
Em 2011, interpretou Regina, segunda esposa do Rei Anão, no filme Sua Alteza?, estrelado por Danny McBride, James Franco e Natalie Portman.

## Vida pessoal
Em janeiro de 2009, Wyrwal anunciou que estava grávida.